# پوتریایفکا
پوتریایفکا (به لاتین: Poteryayevka) یک منطقهٔ مسکونی در روسیه است که در سرزمین آلتای واقع شده‌است.